# Gennachsäge
Die Gennachsäge ist ein Ortsteil der oberschwäbischen Gemeinde Biessenhofen im Landkreis Ostallgäu in Bayern. Die Einöde liegt an der alten Straße Altdorf – Bernbach, südwestlich von Bernbach an der Gennach, die ca. 800 m südlich entspringt.
Der Einzelhof war 1868 eine Sägemühle des Ludwig Müller von Bidingen und als solche bis ins Jahr 1919 in Betrieb. Für den Bau der Sägemühle wurde der Lauf der Gennach in den Jahren 1868 bis 1873 verlegt.